# Landtag de Basse-Saxe
19e législature
château de la Leine (de)
Le Landtag de Basse-Saxe (en allemand : Niedersächsischer Landtag) est le parlement régional du Land de Basse-Saxe. Il se compose de 146 députés.

## Mode de scrutin
Le Landtag est constitué de 135 députés (en allemand : Mitglied des Landtags, MdL), élus pour une législature de cinq ans au suffrage universel direct et suivant le scrutin proportionnel d'Hondt.
Chaque électeur dispose de deux voix : la première lui permet de voter pour un candidat de sa circonscription, selon les modalités du scrutin uninominal majoritaire à un tour, le Land comptant un total de 87 circonscriptions ; la seconde voix lui permet de voter en faveur d'une liste de candidats présentée par un parti au niveau du Land.
Lors du dépouillement, l'intégralité des 135 sièges est répartie en fonction des secondes voix récoltées, à condition qu'un parti ait remporté 5 % des voix au niveau du Land. Si un parti a remporté des mandats au scrutin uninominal, ses sièges sont d'abord pourvus par ceux-ci.
Dans le cas où un parti obtient plus de mandats au scrutin uninominal que la proportionnelle ne lui en attribue, la taille du Landtag est augmentée jusqu'à rétablir la proportionnalité.
Entre 1946 et 1998, le Landtag de Basse-Saxe était élu pour un mandat de quatre ans.

## Présidents du Landtag
- 1946–1955 Karl Olfers, Parti social-démocrate (SPD)
- 1955–1957 Werner Hofmeister, Parti allemand (DP)/Union chrétienne-démocrate (CDU)
- 1957–1959 Paul Oskar Schuster, Parti allemand (DP)/Union chrétienne-démocrate (CDU)
- 1959–1963 Karl Olfers, Parti social-démocrate (SPD)
- 1963–1967 Richard Lehners, Parti social-démocrate (SPD)
- 1967–1974 Wilhelm Baumgarten, Parti social-démocrate (SPD)
- 1974–1982 Heinz Müller, Union chrétienne-démocrate (CDU)
- 1982–1985 Bruno Brandes, Union chrétienne-démocrate (CDU)
- 1985–1990 Edzard Blanke, Union chrétienne-démocrate (CDU)
- 1990–1998 Horst Milde, Parti social-démocrate (SPD)
- 1998–2003 Rolf Wernstedt, Parti social-démocrate (SPD)
- 2003–2008 Jürgen Gansäuer, Union chrétienne-démocrate (CDU)
- 2008–2013 Hermann Dinkla, Union chrétienne-démocrate (CDU)
- 2013–2017 Bernd Busemann, Union chrétienne-démocrate (CDU)
- 2017–2022 Gabriele Andretta, Parti social-démocrate (SPD)
- depuis 2022 Hanna Naber, Parti social-démocrate (SPD)

## Législatures

1re législature.
2e législature.
3e législature.
4e législature.
5e législature.
6e législature.
7e législature.
8e législature.
9e législature.
10e législature.
11e législature.
12e législature.
13e législature.
14e législature.
15e législature.
16e législature.
17e législature.
18e législature.
19e législature.